# 陈丽 (艺人)
陈丽（1995年11月29日—），原中國女子音樂組合SING女團的成員， 2015年12月在SING女团发行的第四首单曲《灵儿想叮当》MV中首次亮相。在組合內擔任副領舞，應援色是粉色。

## 经历
2015年3月，以第一期练习生的身份加入SING女团，並參與大型女子偶像組合成長真人秀節目《偶像來了-S.I.N.G養成日誌)》。2020年12月26日，於《聽見繁星》唱享會上宣布畢業。

## 作品

### 團體
SING女团
電視劇
| 播出時間                     | 播出頻道               | 劇名               | 角色名稱 | 同團參演成員                                   |
| 2018年4月3日 - 2018年5月30日 | 廣東廣播電視台少兒頻道 | 《快乐酷宝》第三季 | 小雪     | 吴瑶、蒋申、赖美云、林津伊、秦瑜、許詩茵、林慧 |

### 專屬綜藝節目
| 日期                           | 節目名稱                 | 集數 | 備註                                     |
| 2015年4月14日－2015月9月21日   | 偶像来了-S.I.N.G养成日志 | 10   | 第一期練習生                             |
| 2017年9月9日                   | 美食大作战               | 2    |                                          |
| 2017年3月10日－2017年4月17日   | 小姐姐我想               | 3    | 參與成員：賴美雲、蔣申、秦瑜、吳瑤、陈丽 |
| 2017年10月23日－至今           | SING工作日志             | -    |                                          |
| 2018年9月2日－2018年11月8日    | 繁星夜谈会               | 4    |                                          |
| 2018年9月6日－2018年10月18日   | SING Holiday 巴厘岛特辑  | 7    |                                          |
| 2018年9月11日－至今            | SING練習時               | 10   |                                          |
| 2018年10月25日                 | 蒋申带你遊上海           | 1    |                                          |
| 2018年12月14日－2018年12月20日 | SING Holiday 成都特辑    | 2    |                                          |
| 2019年1月3日－至今             | SING HOME                | 6    |                                          |

### 綜藝節目
| 播出日期       | 節目名稱           | 首播平台           | 同團參演成員                                               |
| 2016年6月5日   | 《活力大冲关》     | 广东卫视           | 賴美雲、林津伊、林慧、蔣申、秦瑜、吴瑶、許詩茵             |
| 2016年11月27日 | 《AiBB亚洲偶像榜》 | 網路節目           | 賴美雲、林津伊、林慧、秦瑜、蔣申、吴瑶、許詩茵             |
| 2017年1月20日  | 《欢乐一家亲》     | CCTV-4             | 賴美雲、林津伊、林慧、秦瑜、蔣申、吴瑶、許詩茵、边丽、蔡莎 |
| 2017年6月1日   | 《六一晚会》       | TVS5               | 賴美雲、林慧、秦瑜、蔣申、吴瑶、許詩茵                     |
| 2017年9月5日   | 《娱乐前线》       | 广东电视台综艺频道 | 賴美雲、林津伊、林慧、秦瑜、蔣申、吴瑶、許詩茵             |

## 外部連結
- 陈丽的新浪微博
- SING女团的新浪微博